# 73 f.Kr.
| 73 f.Kr.           |
| ------------------ |
| Dødsfald - Fødsler |

## Begivenheder
- Et slaveoprør bryder ud i Italien under ledelse af gladiatoren Spartacus.

## Født
- Herodes den Store